# فرد ديفيز (لاعب كرة قدم)
فرد ديفيز (بالإنجليزية: Fred Davies)‏ (1871 في المملكة المتحدة - ) هو لاعب كرة قدم بريطاني (وحمل سابقاً جنسية المملكة المتحدة لبريطانيا العظمى وأيرلندا) في مركز الهجوم. لعب مع شيفيلد يونايتد ومانشستر سيتي وBaltimore Orioles F.C. ‏.